# Градишка
Градишка (на босненски: Gradiška, на хърватски: Gradiška, на сръбски: Градишка), с предишно наименование Босненска Градишка (на босненски: Bosanska Gradiška) е град в Република Сръбска, Босна и Херцеговина. Административен център на община Градишка. Населението на града през 1991 година е 16 841 души.

## Население
Населението на града през 1991 година е 16 841 души.
| Година на преброяване | 1991           | 1981           | 1971           |
| --------------------- | -------------- | -------------- | -------------- |
| Мюсюлмани             | 7188 (42,68 %) | 5033 (37,35 %) | 5377 (56,09 %) |
| Сърби                 | 6502 (38,60 %) | 4251 (31,54 %) | 2911 (30,37 %) |
| Хървати               | 781 (4,63 %)   | 730 (5,41 %)   | 808 (8,42 %)   |
| Югославяни            | 1788 (10,61 %) | 3218 (23,88 %) | 306 (3,19 %)   |
| Други и неопределени  | 582 (3,45 %)   | 243 (1,80 %)   | 183 (1,90 %)   |
| Общо                  | 16 841         | 13 475         | 9585           |

## Личности
Личности родени в Градишка са:
- Васо Чубрилович (1897 – 1990) – сръбски академик и историк
- Марко Марин (р. 1989) – футболист